# Parroy
Parroy (1801 noch mit der Schreibweise Parroye) ist eine französische Gemeinde mit 179 Einwohnern (Stand 1. Januar 2022) im Département Meurthe-et-Moselle in der Region Grand Est. Sie gehört zum Arrondissement Lunéville und zum Gemeindeverband Pays du Sânon.

## Geografie
Die Gemeinde Parroy liegt auf 240 m Meereshöhe, 16 Kilometer nordöstlich von Lunéville, etwa auf halbem Weg zwischen Nancy und Sarrebourg.
Das Gemeindeareal umfasst einen Abschnitt des Sânon-Tales. Parallel zum Sânon verläuft der Rhein-Marne-Kanal. Die Südhälfte des 17,65 km² großen Gemeindegebietes ist Teil des ca. 50 km² großen zusammenhängenden Forstes von Parroy (Forêt de Parroy). Nach Süden und nach Nordosten steigt das Terrain allmählich an; es erreicht an der südlichen Gemeindegrenze mit 303 m über dem Meer an der Wasserscheide zum Einzugsgebiet der Vezouze den höchsten Punkt.

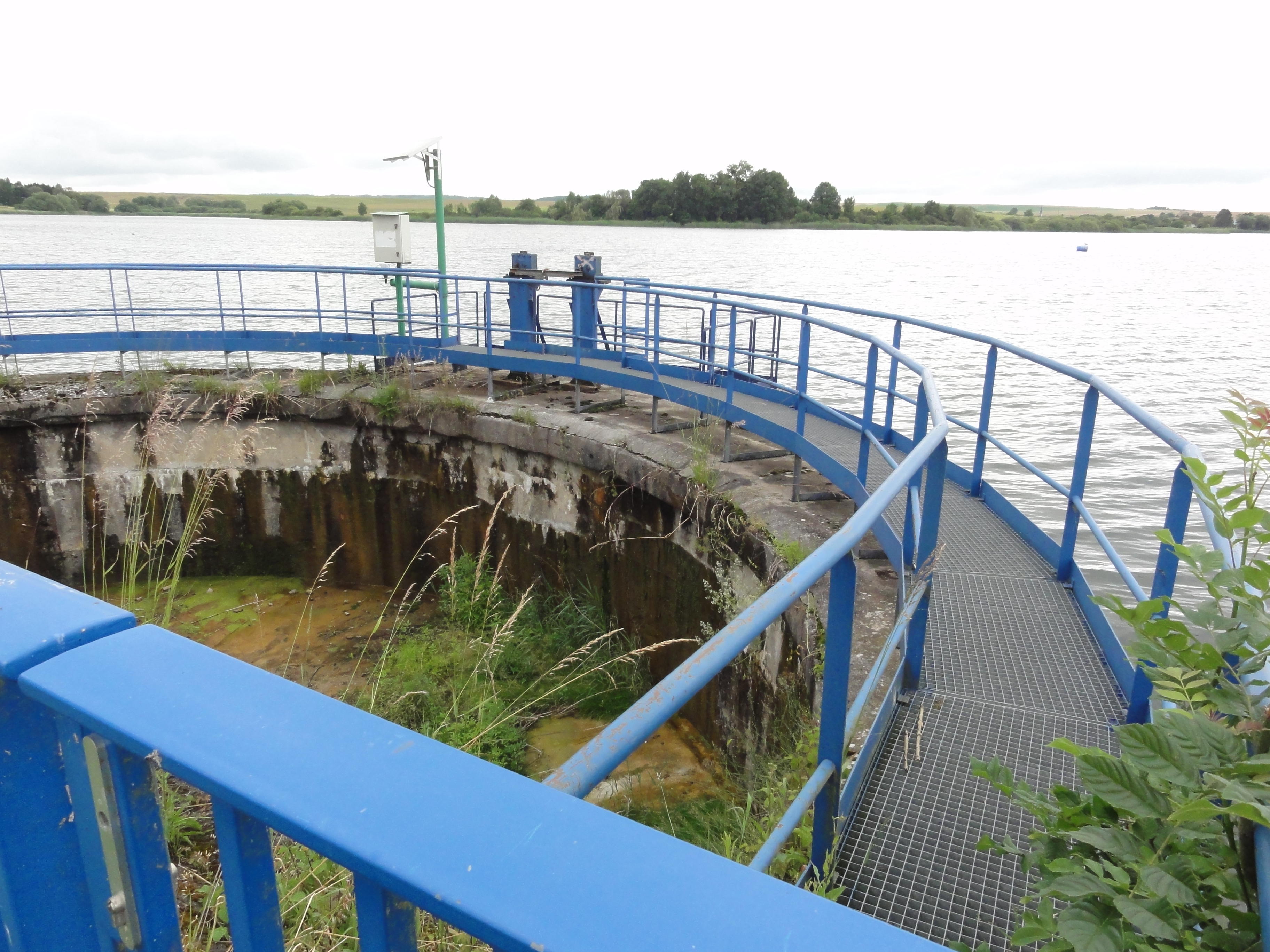
Étang de Parroy

Im Westen der Gemeinde liegt der Étang de Parroy, ein fast 30 ha großer Stauweiher, der durch Aufschüttung eines Dammes beim Bau des Rhein-Marne-Kanals entstand. Der Weiher wird durch drei Bäche gespeist und gibt überschüssiges Wasser an den Kanal ab. In niederschlagsärmeren Sommern fallen weite Flächen des Sees trocken. Interessant ist der Weiher besonders für Ornithologen, die 1997 am Westufer eine Station errichteten. An den schilfbewachsenen Ufern wurden zahlreiche Brutvögel beobachtet, unter anderem Zwergdommeln, Rohrweihen und Purpurreiher.
Nachbargemeinden von Parroy sind Réchicourt-la-Petite im Norden, Coincourt im Nordosten, Mouacourt im Osten, Emberménil im Südosten (Berührungspunkt), Laneuveville-aux-Bois im Süden, Hénaménil im Westen sowie Bures im Nordwesten.

## Geschichte
Die drei Löwen im Wappen gehen auf die Seigneurie von Parroy zurück, einem im 16. Jahrhundert erloschenen Rittergeschlecht. Die Herren von Parroy besaßen neben Ländereien auch eine Reihe von Schlössern, so unter anderem in Maxéville, Taintrux, Haudonville, Serres, Spitzemberg und Faucompierre.
Während des Ersten Weltkrieges wurde Parroy fast völlig zerstört.
Am 1. Januar 1973 wurden die Nachbargemeinden Coincourt, Mouacourt und Xures nach Parroy eingemeindet. Am 1. Januar 1987 wurden diese Eingemeindungen wieder rückgängig gemacht.
Siehe auch: Jüdische Gemeinde Parroy

### Bevölkerungsentwicklung
| Jahr      | 1946 | 1954 | 1962 | 1968 | 1990 | 1999 | 2006 | 2012 | 2021 |
| Einwohner | 204  | 232  | 225  | 199  | 190  | 198  | 170  | 163  | 175  |

Im Jahr 1846 wurde mit 775 Bewohnern die bisher höchste Einwohnerzahl ermittelt. Die Zahlen basieren auf den Daten von cassini.ehess und INSEE.

## Sehenswürdigkeiten
- Kirche St. Peter (Église Saint-Pierre)
- Ziehbrunnen

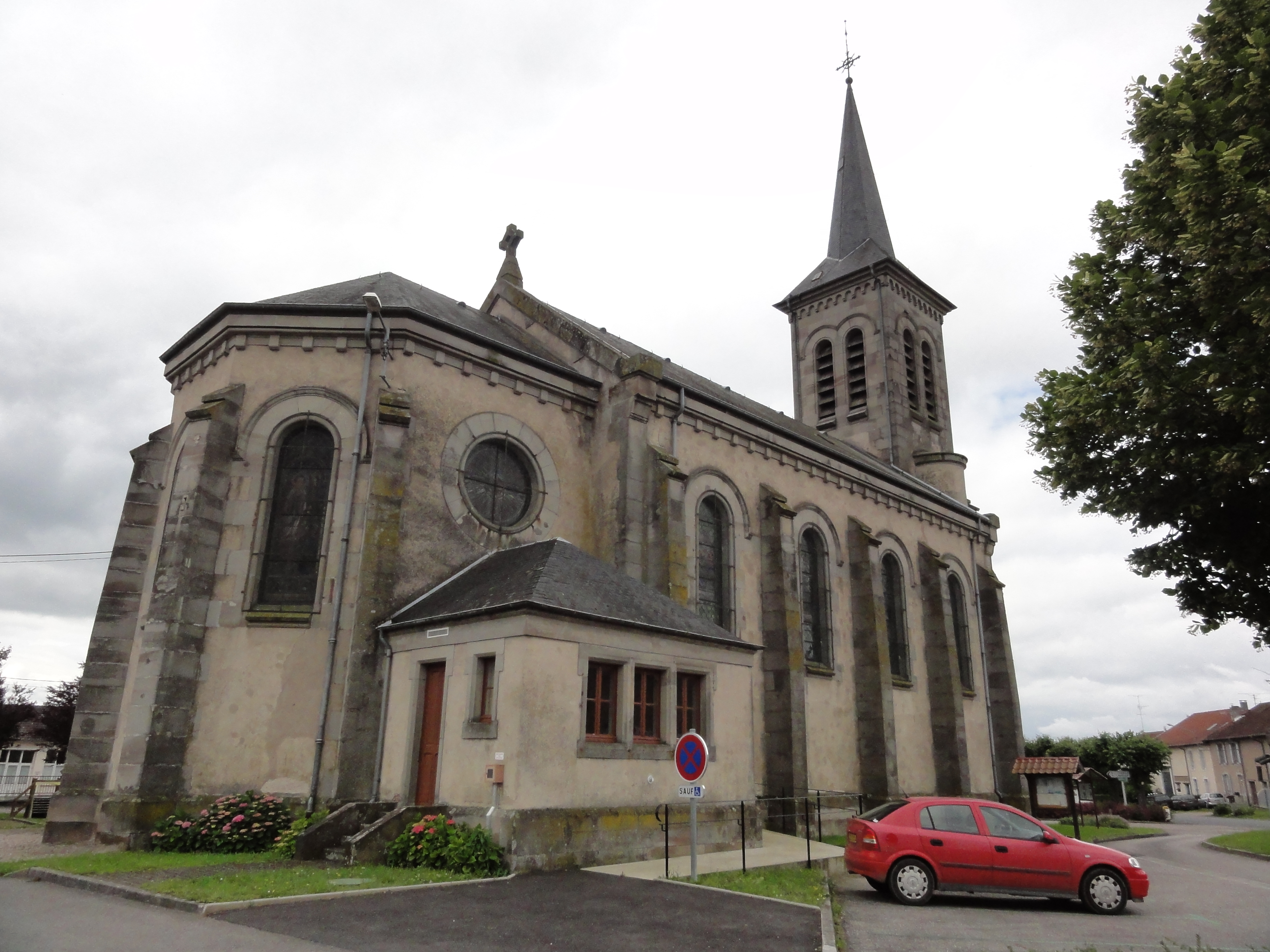
Kirche Saint-Pierre
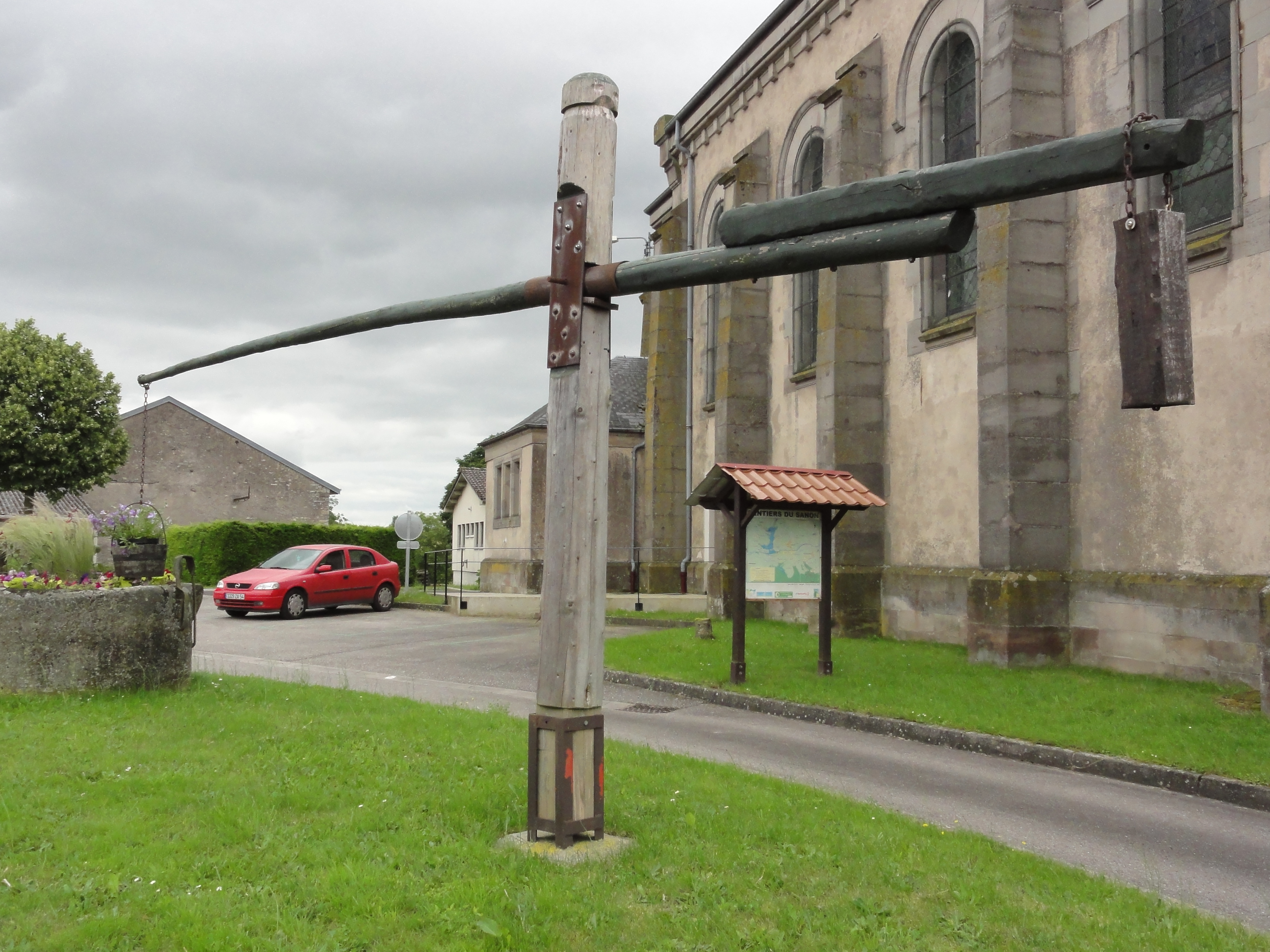
Ziehbrunnen

## Wirtschaft und Infrastruktur
Die Landwirtschaft spielt nach wie vor eine bedeutende Rolle in Parroy. In der Gemeinde sind vier Landwirtschaftsbetriebe ansässig (Rinderzucht, Zucht von Flussperlmuscheln). Daneben gibt es ein Fertigbeton-Bauelemente-Unternehmen (Etablissements Jean Bonhomme S.A.). Parroy ist Standort einer Grundschule.
Durch die Gemeinde führt die Fernstraße von Dombasle-sur-Meurthe über Lagarde in Richtung Sarrebourg. Weitere Straßen verbinden das Dorf mit den Gemeinden Réchicourt-la-Petite, Coincourt und Bures.

## Belege
1. ↑  Ortsname auf cassini.ehess.fr
2. ↑  L’Étang de Parroy auf michelbj.pagesperso-orange.fr (französisch)
3. ↑  Wappenherkunft auf genealogie-lorraine.fr (französisch)
4. ↑  Parroy auf cassini.ehess
5. ↑  Parroy auf INSEE
6. ↑  Landwirtschaftsbetriebe auf annuaire-mairie.fr (französisch)